# ジェームズ・ステュアート (第4代オキルツリー卿)
第4代オキルツリー卿ジェームズ・ステュアート（英語: James Stewart, 4th Lord Ochiltree、1583年3月14日洗礼 – 1659年）は、スコットランド貴族。

## 生涯
アラン伯爵ジェームズ・ステュアートと妻エリザベス（第4代アソル伯爵ジョン・ステュアートの娘）の息子として生まれ、1583年3月14日に洗礼を受けた。
父が所有していたアラン伯爵を取得しようとして失敗した後、1615年に従兄にあたる第3代オキルツリー卿アンドルー・ステュアートからオキルツリー卿位を購入した。これを受けて、スコットランド王ジェームズ6世は1615年5月27日にグリニッジからスコットランド枢密院に手紙を出し、枢密院は同年6月9日にオキルツリー卿位の権利に関する特許状をジェームズ・ステュアートに与えた。
1616年8月にエアシャーの治安判事に任命され、1617年3月にエディンバラで議会に登院し、1618年8月にパースで開催された議会でも登院した。
1629年にケープ・ブレトン島で植民地を建設しようとし、7月1日に到着したが、9月10日にフランスの植民地に奇襲され捕虜になった。1631年4月19日、ジェームズ6世はアイルランドへの手紙で植民地を建設しようとしていたオキルツリーと準男爵3名に援助を与えるよう述べたが、同年6月にオキルツリー卿が逮捕されたことでこの計画は中止された。
第3代ハミルトン侯爵ジェイムズ・ハミルトンを証拠なしで反逆と告発したため、1631年6月に逮捕され、フリート監獄に投獄された。同年10月に身柄をエディンバラのトールブースに移され、1633年5月にブラックネス城に移された。裁判が行われないまま同地で20年近く投獄された後、1651年のウスターの戦いでスコットランド軍が大敗、オキルツリー卿は1652年に解放された。
釈放後は医師として生計を立て、1659年に死去した。息子ウィリアムが爵位を継承した。

## 家族
1622年5月16日までにキャサリン・ケネディ（Katherine Kennedy、ヒュー・ケネディの未亡人、アックトレッド・マクドゥオールの娘）と結婚、1男2女をもうけた。
- ウィリアム（1645年と1659年の間に没[3]）
- ジーン - ウィリアム・ステュアート（William Stewart）と結婚[3]
- ドラティー（Doratie[3]）

1653年までにメアリー・リヴィングストン（Mary Livingstone、1683年2月没）と再婚、2男4女をもうけた。
- イザベル[3]
- キャサリン（1696年以降没[3]）
- アンナ（1653年4月10日[1] – ?） - 1676年1月6日、ジョン・マードック（John Murdoch）と結婚[3]
- ロバート（1656年1月13日 – ?） - 双子[3]
- レイチェル（1656年1月13日 – ?） - 双子[3]
- ウィリアム（1659年ごろ – 1675年2月12日） - 第5代オキルツリー卿、エディンバラ大学在学中に死去[1]

## 関連図書
- Fergusson, C. Bruce (1979) [1966]. "STEWART, JAMES, Lord Ochiltree". Dictionary of Canadian Biography (英語). Vol. 1. University of Toronto.

| スコットランドの爵位          | スコットランドの爵位               | スコットランドの爵位          |
| ----------------------------- | ---------------------------------- | ----------------------------- |
| 先代 アンドルー・ステュアート | オキルツリー卿 1615年 – 1659年ごろ | 次代 ウィリアム・ステュアート |